# Texas Tech Shackleton Glacier Expedition
La Texas Tech Shackleton Glacier Expedition o Spedizione antartica al Ghiacciaio Shackleton della Texas Tech University, ebbe luogo in una prima fase nel 1962-63 e successivamente nel 1964-65. La spedizione, guidata da F. Alton Wade, era finanziata dall'allora Texas Technological College ora divenuto la Texas Tech University.
La spedizione esplorò varie aree in Antartide nella zona circostante il Ghiacciaio Shackleton.

## Attività esplorativa
Le principali aree esplorate e denominate dalle spedizione includono:
- Matador Mountain– denominata in onore degli studenti della Texas Tech, che erano originariamente soprannominati Matadors.[1]
- Red Raider Rampart– denominato in onore degli studenti della Texas Tech, che attualmente sono soprannominati Texas Tech Red Raiders.[3]
- Ghiacciaio Shanklin– denominato in onore di David M. Shanklin, dell' U.S. Army Aviation Detachment.
- Shenk Peak– denominato in onore di John C. Shenk, laureatosi all'Università e membro della spedizione.
- Simplicity Hill– denominata per la facilità dell'avvicinamento e per la relativa semplicità della sua struttura geologica.
- Ghiacciaio Yeats– denominato in onore di Vestal L. "Pappy" Yeats, membro della facoltà universitaria e partecipante sia alla spedizione del 1962-63 che a quella del 1964-65.